# Centrale thermique de Klingenberg
La centrale thermique de Klingenberg (Heizkraftwerk Klingenberg) est une centrale thermique située sur dans le quartier berlinois de Berlin-Rummelsbourg en Allemagne. Elle approvisionne en électricité et en chauffage quelque 300 000 ménages.
Jusqu'en mai 2017, la centrale consommait du lignite venant principalement du bassin minier de Lusace ; depuis cette date, la centrale fonctionne au gaz naturel.
La centrale est gérée par Vattenfall Europe Wärme, une filiale allemande de la société mère suédoise Vattenfall.